# Glochidion aluminescens
Glochidion aluminescens är en emblikaväxtart som beskrevs av Airy Shaw. Glochidion aluminescens ingår i släktet Glochidion och familjen emblikaväxter. Inga underarter finns listade i Catalogue of Life.